# 三島池
三島池（みしまいけ）は、滋賀県米原市池下にある貯水池。姉川の伏流水を利用して灌漑用に作られた。別名、比夜叉池。2010年（平成22年）3月25日に農林水産省のため池百選に選定された。また、「滋賀のため池50選」にも選定されている。

## 概要
築造年は不詳であるが、1200年（正治2年）年代には造られたと言われ、現在も農地20haを灌漑している。
伊吹山が湖面に映え、散策路も整備され、池の北東に「女滞」が近接し水路でつながっており、周辺は「グリーンパーク山東」の公園として整備されていて池の南に「蛍の川」が流れ、6月上旬頃にはホタルが見られ、近隣の住民の親水空間として活用されている。
1959年（昭和34年）に滋賀県の天然記念物「マガモ自然繁殖の南限地」に指定され。
一部のマガモが、この池に滞まり繁殖していて1964年（昭和39年）に周辺は、鳥獣保護区に指定された。また、1983年（昭和58年）3月31日には「三島池および周辺県有地（鳥類生息地）」として滋賀県の緑地環境保全地域に指定されている（面積11.4ha）。

## 伝説
鎌倉時代初め頃、池の水が少なくて困っていたところ、女を生き埋めにして人柱を立て水神に祈るとよいというお告げがあり、領主・佐々木秀義(柳田國男『日本の伝説』では佐々木義茂)の乳母である「比夜叉御前」が自ら人柱となることを申し出て、愛用の機織り道具と共に生き埋めになった。その後、池には水が満ちるようになったが、水底から機織りの音が聞こえるという伝説が残る。 
池の傍には「比夜叉女墓」がある。

## 動物
生息する魚類
- コイ、ドジョウ、 フナ、 ナマズ、 ブルーギルなどの外来種

三島池に飛来する水鳥（ほぼ一年中見られる水鳥）
- アオサギ、カイツブリ、カルガモ、 マガモ

三島池に飛来する水鳥（冬に見られる水鳥）
- オシドリ、オナガガモ、コガモ、ダイサギ、 トモエガモ、 ヒドリガモ

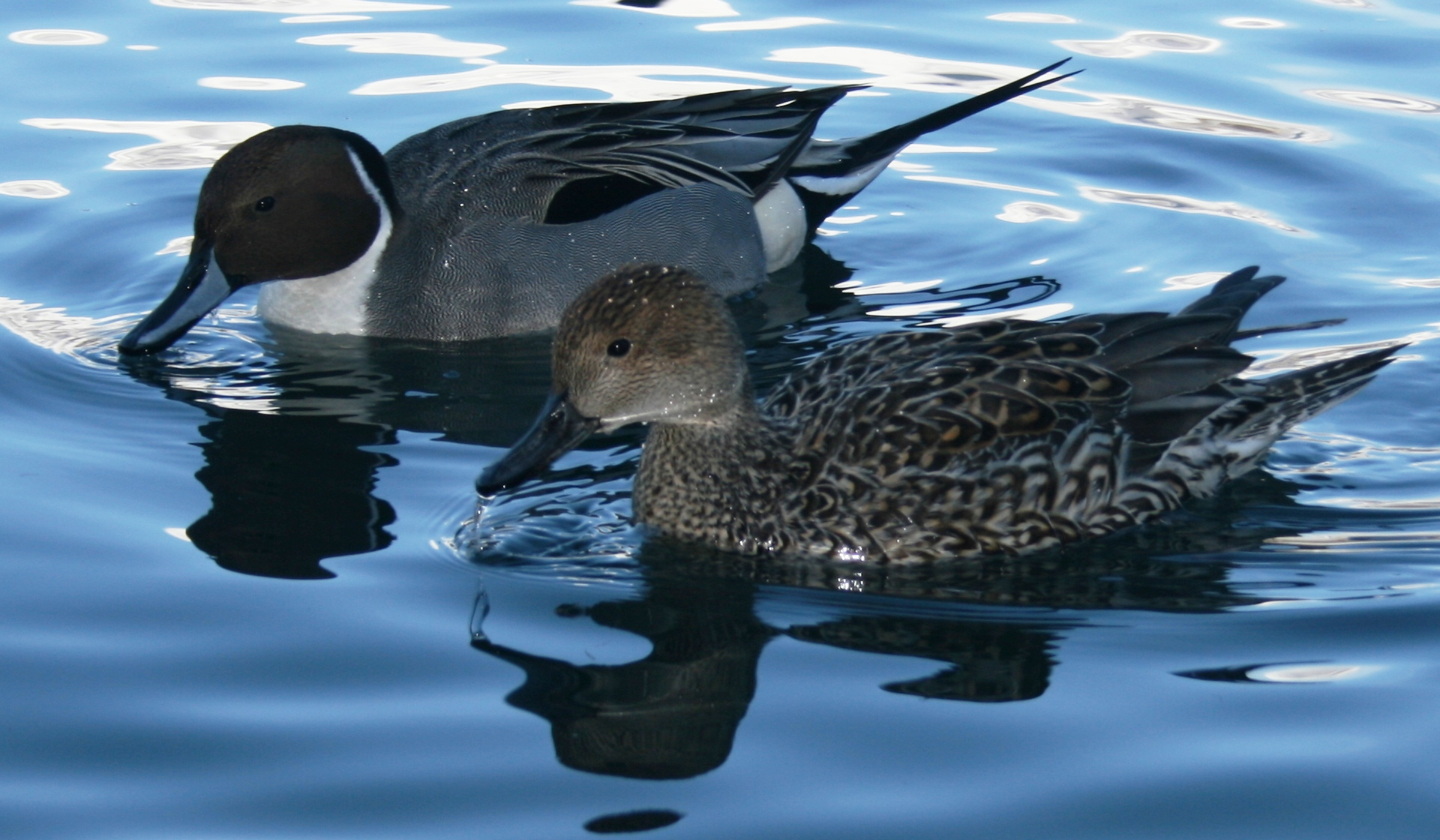
三島池に飛来するオナガガモ (雄と雌)
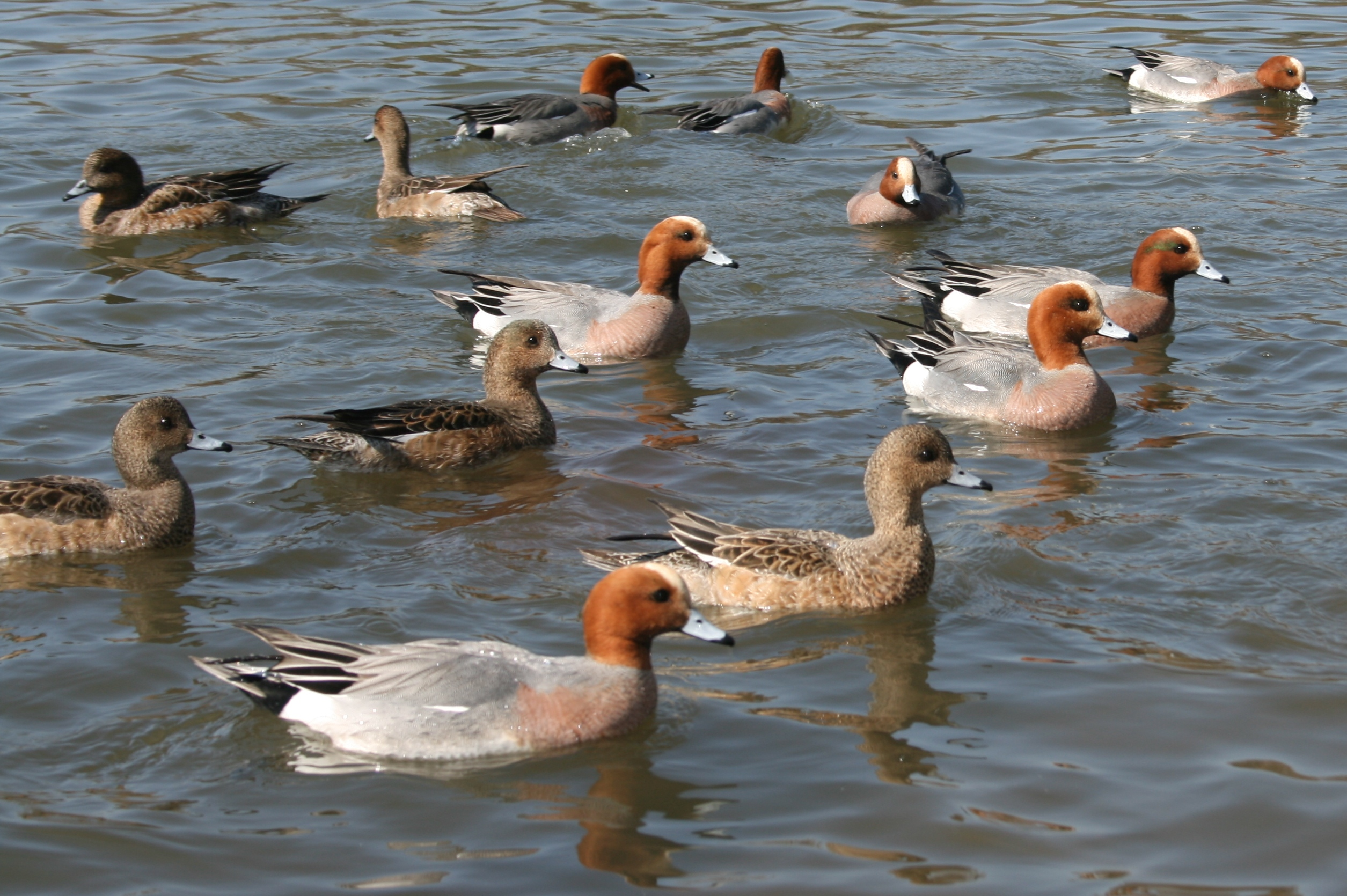
三島池に飛来するヒドリガモ (雄と雌)

## グリーンパーク山東

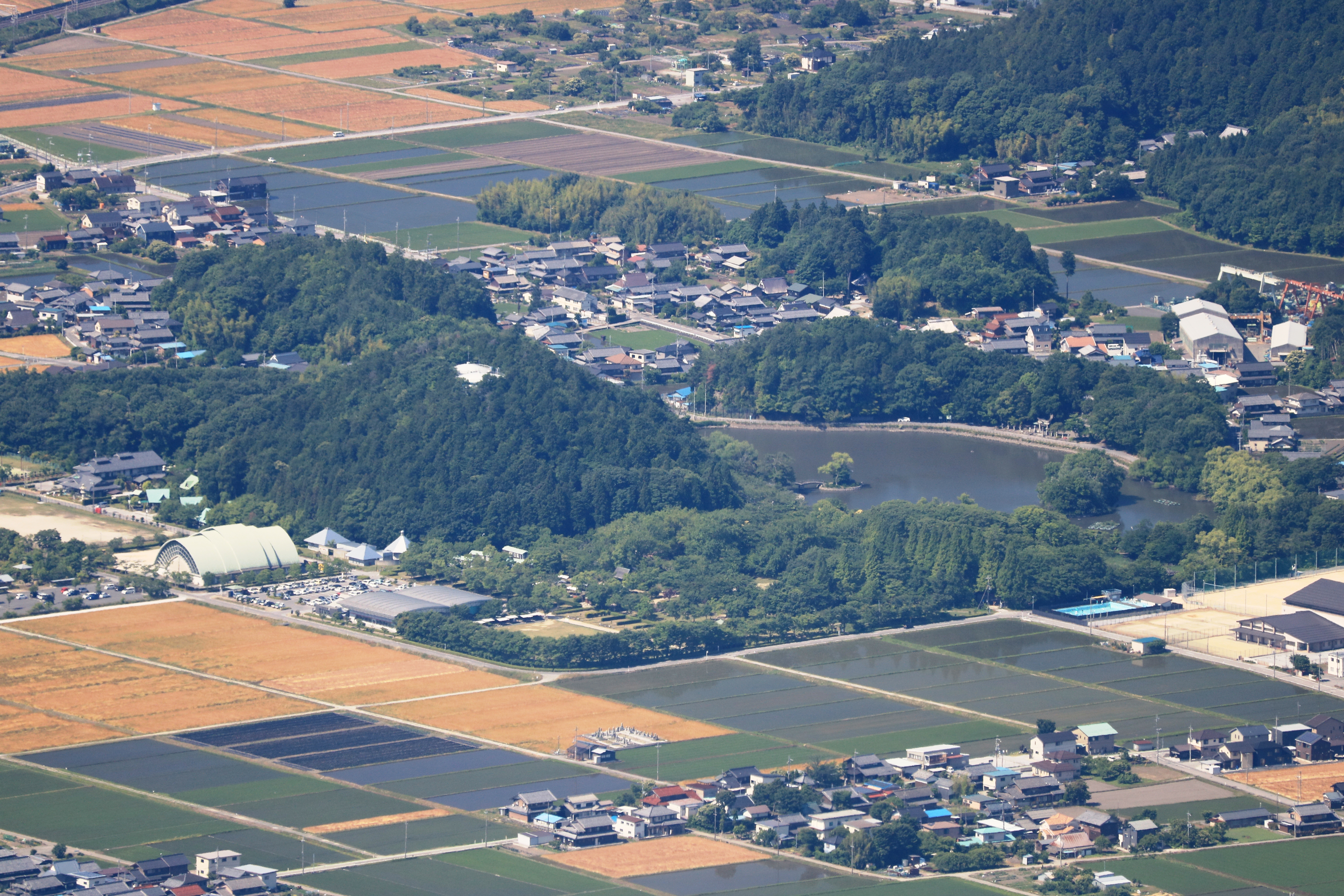
伊吹山から見下ろすグリーンパーク山東と三島池

三島池周辺のグリーンパーク山東には以下の施設が整備されている。
- 三島池ビジターセンター（マガモの展示施設）
- 宿泊研修棟（鴨池荘）
- グリーンドーム（屋内運動施設）
- 三島池ゴルフガーデン（ショートコース）
- 林間キャンプ場
- ゲートボール場
- フィールドアスレチック
- ビートルランド・米原